# Прогностична оцінка поточного 1483 року

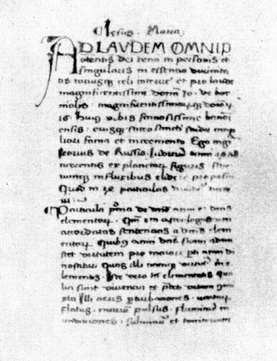

«Прогности́чна оці́нка пото́чного 1483 ро́ку» (лат. Iudicium Pronosticon Anni MCCCCLXXX III Currentis) — астрологічний памфлет ректора Болонського університету, доктора Юрія Дрогобича. Перша друкована книжка, написана українцем. Присвячений римському папі Сіксту IV.

## Короткий опис
Мова книги — латинська. Повна назва: «Iudicium pronosticon Anni M.CCCC.LXXXIII currentis Magistri Georgii Drohobich de Russia almi studii Bononiensis artias et medicina doctoris» («Прогностична оцінка поточного 1483 року магістра Юрія Дрогобича з Русі доктора мистецтв і медицини славетного Болонського університету»).
Друк книги датовано 7 лютого 1483 р. з римської друкарні Еухаріуса Зільбера.
Книга невелика за обсягом — 10 сторінок формату 18,5 × 13 см.
На думку фахівців, наклад книги міг становити перші сотні примірників. Однак, до нашого часу дійшло два оригінальних примірники книги Ю. Дрогобича «Прогностична оцінка поточного 1483 року»:
- один у бібліотеці Ягеллонського університету у Кракові,
- другий належить Вюртемберзькій земельній бібліотеці (м. Штутгарт), але постійно зберігається у бібліотеці богословського факультету Тюбінґенського університету. Знайдений українською журналісткою та бібліографом Ганною Чикаленко-Келлер.[3]

За змістом і оформленням перша друкована книга, написана українським автором, стоїть на одному рівні з аналогічними західноєвропейськими друкованими виданнями того часу.

## Зміст книги
За змістом «Прогностична оцінка поточного 1483 року» — це астрологічний календар. На основі аналізу взаємного розташування небесних світил і оцінки різних небесних явищ автор робить передбачення про земні події. У XV–XVII ст. Юрій Котермак, так само як і Джордано Бруно, Тихо Браге, Френсіс Бекон, Йоганнес Кеплер, Томазо Кампанелла та інші займалися астрологією, заробляючи на продажах своїх робіт публіці.
На початку «Прогностика…» вміщена віршована присвята Юрія Дрогобича тодішньому римському папі Сикстові IV. Вступний вірш-присвята написаний елегійним дистихом (поєднання гекзаметра з пентаметром). Юрій Дрогобич турбується долею людського роду, оспівує розум, який людину «звеличує над світом», дає їй «могутню владу».
У трактаті автор подає також відомості з різних природничих наук. Зокрема, визначено з точністю до години і хвилини час двох майбутніх місячних затемнень і фаз Місяця впродовж усього року, подано певні вказівки про видимий рух планет. Заслуговують на увагу наведені у книжечці відомості з географії.
Ще у вступі Юрій Дрогобич надзвичайно сміливо, як для його часу, однозначно стверджує пізнаваність Світу:
«Хоч і далекі від людей простори неба, та не такі віддалені від розуму людського. Ми знаємо із наслідків про їхні причини, а з цих останніх наслідок пізнаємо».
Зокрема, Юрій Дрогобич описує розташування Сонця, Місяця і зірок «у Константинополі, Кафі, Вільнюсі та Москві, містах славного князівства Литовського і по всій Малій Азії», а також «у Кракові, Познані — містах славного королівства Польщі, Львові і Дрогобичі — містах Русі, Буді і Кошицях — Угорщини, Вроцлаві і Нисі — Сілезії, Неаполі і Таренті — Апулії і по всій Сицилії та Калабрії». Аналогічний опис подано і для численних міст Італії, найбільших міст Німеччини, а також Парижа.
В одному з розділів Юрій Дрогобич дає політичну оцінку стану окремих країв, яким «загрожує війна», серед них «місцевості біля берегів моря і навпроти Малої Азії, такі як Русь, Поділля, Волощина і місцевості татар». Показово, що Ю.Дрогобич чітко виділяє Львів і Дрогобич, які він зараховує не до Польщі, а до Русі, під якою він розуміє «Руське королівство» — володіння колишнього галицько-волинського короля Данила I.

### Текст Вступу до «Прогностика…»
Див. текст
Більшість тепер виставля напоказ свої праці, святотче, Дбаючи щонайпильніш про честолюбство та зиск.

Я ж мої книги у світ випускаю з єдиним бажанням: Хай буде користь від них роду людському в житті

Ні, не даремні вони й не для реготу писані мною;

Виплід Мінерви цей труд, родом з надхмарних країв.

Знаю: для тебе нема таїни у підмісячнім світі, Нині ти, бачу, спізнав силу могутню зірок.

Обшири неба для наших очей незбагненно великі, Розумом легко, проте, можемо їх осягнуть.

Наслідки ми за причинами і навпаки визначаєм, Так відкривається шлях, що до ефіру веде.

Все у підмісячнім світі живе за законами неба, Нами керують також (хто заперечить!) зірки.

Правлять без примусу, а як, бува, настрашать випадково, Розум підкаже, проте, як ту біду відвернуть.

Ти досягнув завдяки своїй зірці найбільшої цноти — З тої причини усі мають за Бога тебе.

Певно, любов'ю Венери й Юпітера стиснене, Сонце

Правити світом тебе настановило колись.

З ласки господньої все ти вже маєш, от тільки хай Зірка

Роки подовжить тобі, — Рим цього зичить також.

Будь же прихильним до книги: вона допоможе пізнати

Те, що невдовзі гряде, — знати яке вже пора: Отже, в які саме дні тобі доля ласкава всміхнеться, І, навпаки, у які — лиха незнаного жди.

Дні, коли Марс запанує, коли буде мир, ти побачиш, Де, у якому краю треба чекати чуму.

Місяця й Сонця затемнення — знак для державця зловісний.

Ції та інші дива хочемо тут показать.

## Джерельна база книги
Аналіз книги «Прогностична оцінка поточного 1483 року» показує, що Юрій Дрогобич послуговувався творами Аристотеля, Клавдія Птолемея, Аль-Бумазара (арабський астроном, † близько 885 — 886 р.). Зокрема, згадані дві праці останнього — «De revolutionibus annorum mundi» i «Liber florum». Крім того, є посилання на західноєвропейських учених Леопольда та Ґвідона, які на той час вважались авторитетними вченими.